# Jean-Baptiste Maunier
Jean-Baptiste Maunier (Brignoles, Var, 22 december 1990) is een Franse acteur en zanger. Hij werd bekend door zijn rol in de film Les Choristes.
Toen Maunier in de eerste klas in Lyon kwam, werd hij lid van de Petits Chanteurs de Saint-Marc, net zoals zijn vader ooit lid was geweest van de Petits Chanteurs de Saint-Raphael. Met dank aan de koordirigent, Nicolas Porte, kreeg hij de kans om zijn stem te laten horen. Dankzij zijn keuze om te zingen kreeg hij de kans om nieuwe vrienden te maken ("Het is als een tweede familie") en om te reizen.
Ook met dank aan het koor is hij gevraagd voor zijn eerste film, Les Choristes, die op 17 maart 2004 in première ging. De film was een groot succes in Frankrijk en is later vertaald in enkele andere talen. Daarna hebben Maunier en het koor vele concerten over de hele wereld gegeven. In februari 2005 heeft hij het koor verlaten om meer tijd te kunnen besteden aan zijn studies en aan zijn carrière als acteur. Om een herinnering over te houden aan zijn stem vóór hij de baard in de keel kreeg, heeft hij deelgenomen aan een zangduo met de Franse zangeres Clémence Saint-Preux Concerto pour deux voix, gebaseerd op Concerto pour une voix. Sinds 2005 tot op heden zingt hij mee in de Franse gelegenheidsgroep Les Enfoirés.
In 2005 speelde Maunier in de televisieserie Le Cri van de zender France 2. Daarna vertolkte hij de rol van Francois Seurel in de film Le Grand Meaulnes. In 2006 speelde hij Sid in de film Hellphone en in 2007 speelde hij Octave in L'Auberge rouge. Hij was de stem van Saxo in de animatiefilm Piccolo, Saxo et Compagnie (2006).
In 2017 verscheen zijn album Nuits Revolver met twaalf composities.
Hij is geregeld te zien als acteur in theaters in Parijs.
Maunier heeft sinds 2014 een relatie met Lea Arnezeder met wie hij in 2019 een zoon, Ezra, kreeg.

## Films
- Les choristes (2004)
- L'auberge rouge (2007)
- Le grand Meaulnes (2006)
- Piccolo, Saxo et compagnie (2006)
- Hellphone (2007)
- Louis la Chance (2010)